# Crotalaria poecilantha
Crotalaria poecilantha är en ärtväxtart som beskrevs av Roger Marcus Polhill. Crotalaria poecilantha ingår i släktet sunnhampor, och familjen ärtväxter. Inga underarter finns listade i Catalogue of Life.